# Ileana van Roemenië

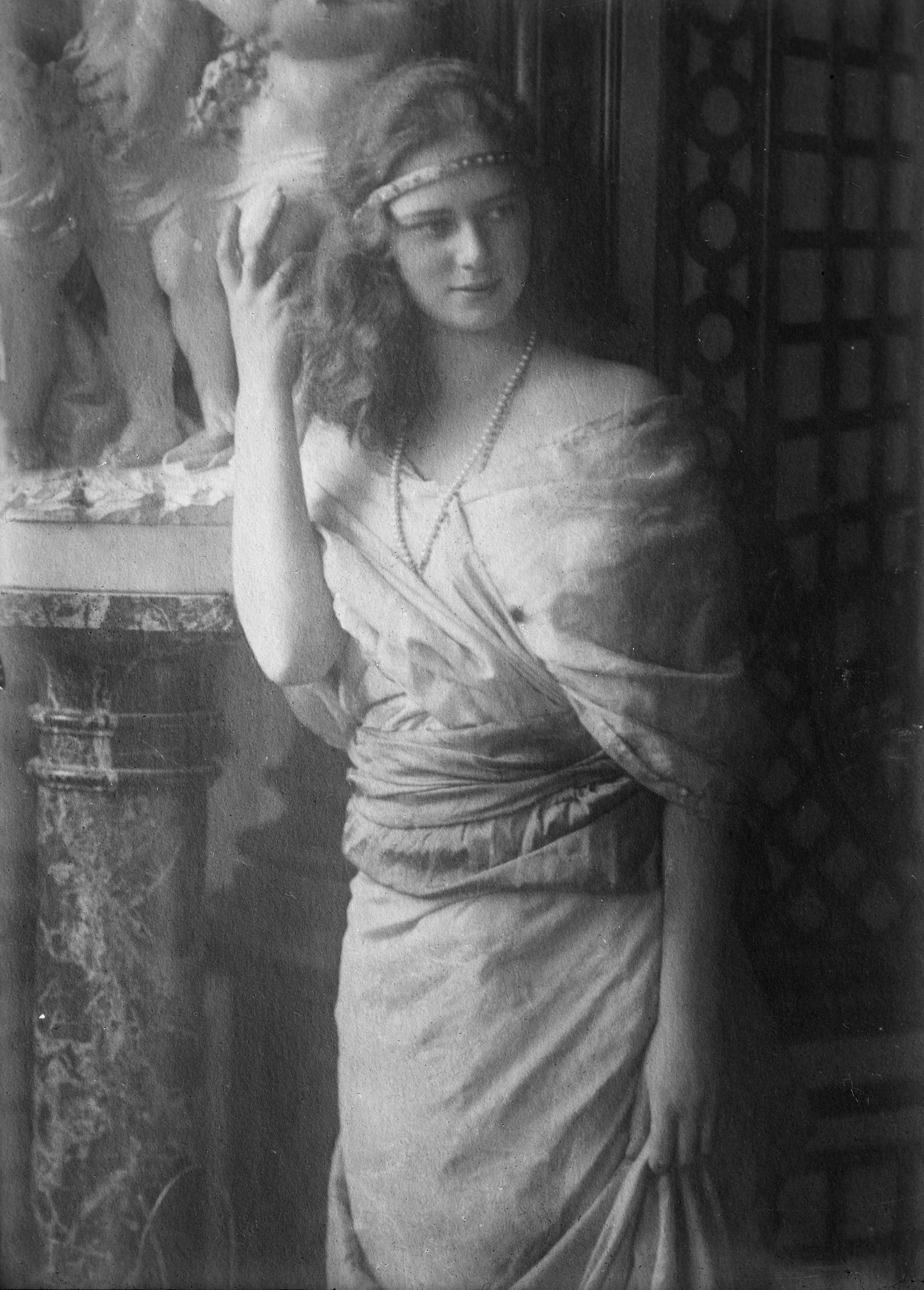
Prinses Ileana

Ileana van Roemenië (Sinaia, 5 januari 1909 - Ellwood City Pennsylvania, 21 januari 1991) was een Roemeense prinses uit het huis Hohenzollern-Sigmaringen.
Zij was de jongste dochter van koning Ferdinand I van Roemenië en Marie van Edinburgh.
Op 26 juli 1931 trouwde ze met aartshertog Anton van Oostenrijk, prins van Toscane. Het paar vestigde zich aanvankelijk in Oostenrijk, waar Anton dienst nam bij de Luftwaffe en Ileana zich bezighield met het opzetten van een hospitaal voor gewonde Roemenen. In 1944 verhuisde het gezin - inmiddels waren er zes kinderen geboren - naar Roemenië, om domicilie te kiezen in Bran. Daar richtte Ileana het Ziekenhuis van de koningin der harten op.
Toen haar neef, koning Michaël I eind 1947 gedwongen werd zijn troon op te geven, ging de gehele koninklijke familie in ballingschap. Ileana en haar gezin woonden eerst in Zwitserland en vervolgens in Argentinië. In 1950 vestigde ze zich met haar kinderen in Newton (Massachusetts). In 1954 volgde een wettelijke scheiding van haar man. In datzelfde jaar hertrouwde ze met Stefan Issarescu. Ook dat huwelijk zou in een scheiding eindigen. 

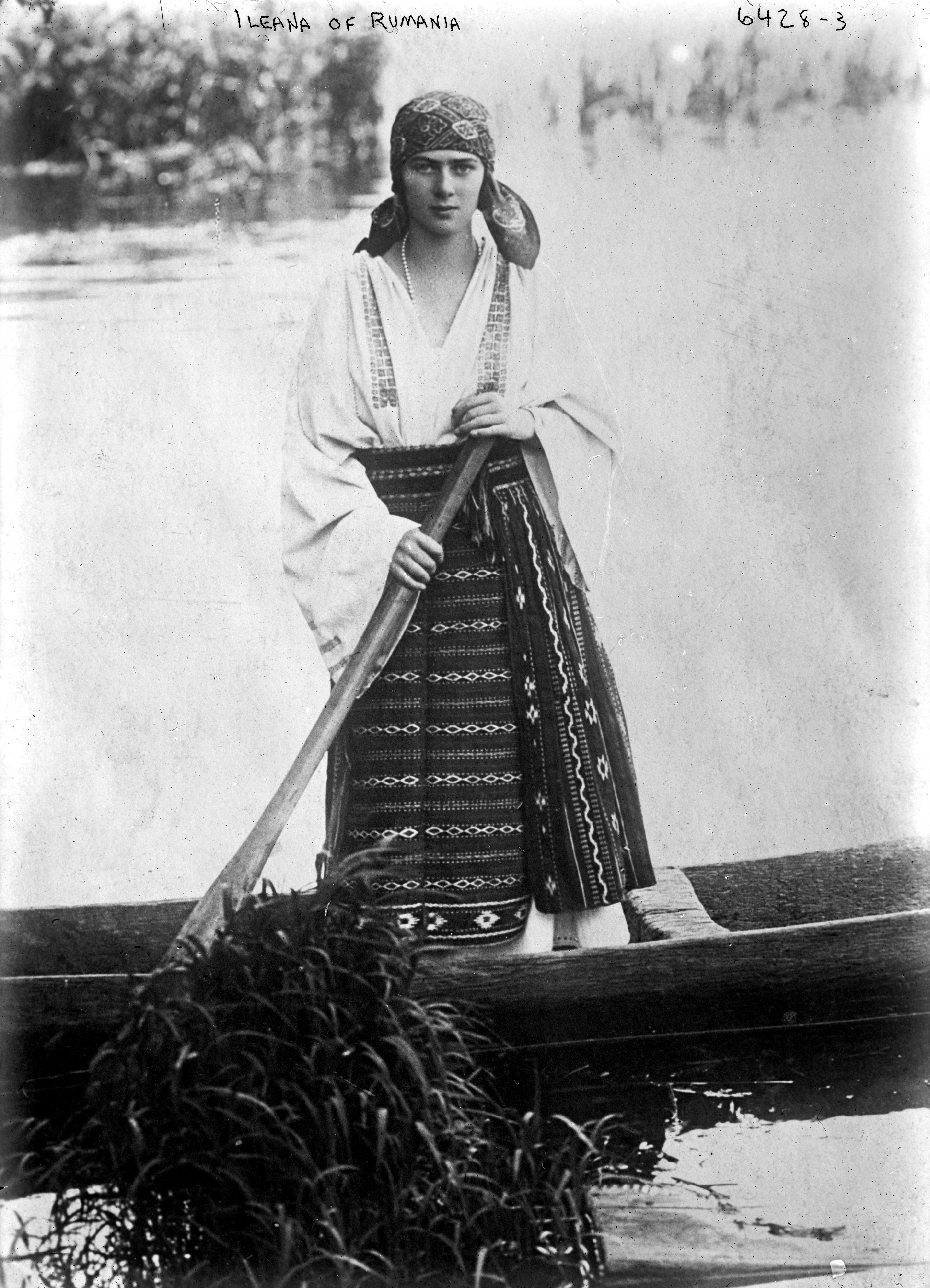
Prinses Ileana in Roemeense dracht

In de Verenigde Staten hield ze zich aanvankelijk bezig voornamelijk met het geven van - tegen het communisme gerichte - toespraken. Ook schreef ze twee boeken: Het ziekenhuis van de koningin der harten (over de oprichting ervan), en: Ik leef weer, over haar laatste jaren in Roemenië.
In 1961 trad Ileana toe tot een Roemeens-orthodox klooster in Ellwood City (Pennsylvania). Daar zou ze tot haar dood, als Moeder Alexandra blijven wonen. Ze was enige tijd abdis van het klooster. Nadat ze als zodanig terugtrad, gaf ze in de gehele Verenigde Staten talloze lezingen over het geloof. 
Ileana en Anton kregen zes kinderen: 
- Stefan (1932-1998)
- Marie Ileana (1933-1959)
- Alexandra (1935)
- Dominic (1937)
- Maria Magdalena (1939-2021)
- Elisabeth (1942-2019)